# TRT 2
TRT 2 è un'emittente televisiva semigeneralista turca, edita dall'azienda statale TRT. Si occupa prevalentemente di arte e cultura.
TRT 2 fu inaugurata il 6 ottobre 1986 come prima emittente artistico-culturale di TRT, venendo poi chiusa il 18 marzo 2010 e accorpata a TRT Haber. In seguito le trasmissioni sono riprese a partire dal 22 febbraio 2019.